# Lithurgus chrysurus
Lithurgus chrysurus är en biart som beskrevs av Etienne Laurent Joseph Hippolyte Boyer de Fonscolombe 1834. Lithurgus chrysurus ingår i släktet Lithurgus och familjen buksamlarbin. Inga underarter finns listade i Catalogue of Life.